# Sergio Endrigo
Sergio Endrigo, född 15 juni 1933 i Pola i Italien (nuvarande Pula i Kroatien), död 7 september 2005 i Rom i Italien, var en känd italiensk sångare och låtskrivare.
Han föddes på halvön Istrien i Italien och har ofta jämförts med författarna till den så kallade "Genoaskolan" som Gino Paoli, Fabrizio De André, Luigi Tenco och Bruno Lauzi.
Han vann Festival della canzone italiana år 1968 med låten "Canzone per te" som han sjöng tillsammans med Roberto Carlos. Samma år representerade han Italien i Eurovision Song Contest med den egenskrivna låten "Marianne". Låten slutade på tionde plats med sju poäng och sjöngs på italienska.